# Toyota Mirai
Toyota Mirai – samochód osobowy marki Toyota, z elektrycznym napędem zasilanym wodorowymi ogniwami paliwowymi, produkowany seryjnie od 2014 roku. Do tej pory powstały dwie generacje. Mirai I to sedan średniej wielkości z przednim napędem. Mirai II to duży sedan z tylnym napędem, spokrewniony z Lexusem LS, zaprojektowany na platformie GA-L z serii TNGA.
Napęd Toyoty Mirai stanowi silnik elektryczny zasilany zestawem ogniw paliwowych. Ogniwa paliwowe to generator, w którym prąd jest produkowany w reakcji wodoru z tlenem w obecności katalizatora. W jej wyniku uwalniane są elektrony, a produktem ubocznym jest woda. Mirai ma także niewielką baterię trakcyjną, w której magazynowana jest energia odzyskiwana z hamowania. Do budowy układu napędowego zastosowano elementy pełnego napędu hybrydowego Toyoty.

## Toyota Mirai - 1. generacja

### Wersja produkcyjna
Mirai to wersja produkcyjna rozwijanego od 1992 roku konceptu FCV. Nazwa Mirai oznacza w języku japońskim „przyszłość”. Samochód jest wyposażony w zespół akumulatorów NiMH, które przenoszą na przednią oś 154 KM (113 kW) mocy przy momencie obrotowym 335 Nm, co pozwala rozpędzić pojazd do 179 km/h, a prędkość 100 km/h osiągnąć w 9 sekund. Zasięg samochodu początkowo wynosił 480 km. 30 czerwca 2015 roku Toyota ogłosiła, że zwiększono zasięg Mirai do 502 km. Czas potrzebny na tankowanie to 3 minuty. Samochód zużywa energię odpowiadającą spalaniu 4.2 l benzyny na 100 km.
Zespół ogniw paliwowych zastosowany w Mirai osiąga maksymalną moc wyjściową 114 kW (155 KM). Ogniwa paliwowe osiągają najwyższą na świecie gęstość mocy na poziomie 3,1 kW/l (2,2 razy wyższą w porównaniu do prototypowej konstrukcji Toyoty FCHV). Kontrolowanie ilości wody na powierzchni ogniw paliwowych odbywa się przy pomocy wewnętrznego układu cyrkulacyjnego. Układ nie wymaga systemów nawilżających. Przetwornica napięcia zwiększa napięcie zasilające silnik do 650 V. Większe napięcie w systemie (czyli mniejsze prądy) pozwoliło na zmniejszenie rozmiarów silnika elektrycznego.

#### Nagrody
W październiku 2015 roku Mirai został uznany za innowację dekady przez Center of Automotive Management (CAM) z siedzibą w Niemczech.
W lutym 2016 roku Toyota Mirai otrzymała pierwsze miejsce w plebiscycie Auto Lider w kategorii Innowacja techniczna.
W marcu 2016 roku na Salonie Samochodowym w Nowym Jorku Toyota Mirai otrzymała nagrodę World Car of the Year w kategorii World Green Car, wyprzedzając Toyotę Prius czwartej generacji i Chevroleta Volta.

#### Sprzedaż
W Japonii Mirai jest dostępny w sprzedaży od połowy grudnia 2014 roku za 6,7 mln jenów (ok. 57400 USD).  Rząd tego kraju przyznał jego nabywcom dotacje sięgające prawie ⅓ ceny auta, tj. w wysokości 2 mln jenów (19600 USD). Od października 2015 roku auto jest dostępne w Stanach Zjednoczonych, Niemczech, Danii i Wielkiej Brytanii. Pod koniec maja 2016 roku rozpoczęła się sprzedaż w Belgii. W 2016 roku Mirai trafi do salonów w Szwecji, Norwegii i Holandii. Przez pierwszy miesiąc sprzedaży w Japonii, do połowy stycznia 2015 roku, Toyota odebrała 1500 zamówień na Mirai. Firma w tym samym miesiącu zwiększyła produkcję.
W Europie Mirai zadebiutowała w październiku 2015 roku w trzech państwach - w Wielkiej Brytanii, Danii i Niemczech. Pierwsze egzemplarze trafiły do Wielkiej Brytanii 8 sierpnia, a do Belgii 10 sierpnia, skąd trafiły do krajów docelowych. Cena w Niemczech wynosi 66000 Euro + VAT, a leasing 1200 Euro miesięcznie. Toyota zaplanowała sprzedaż w Europie na 50 sztuk w 2015 roku i 100 sztuk w 2016 roku.
W Kalifornii w USA Mirai zadebiutowała 21 października 2015 roku. W lipcu amerykańska Toyota uruchomiła portal, przez który mieszkańcy Kalifornii mogą składać zamówienia. W ciągu pierwszych 10 dni złożono 600 zamówień. Do rozpoczęcia sprzedaży 21 października zebrano 2000 zamówień.
Do 2019 roku sprzedano około 10 000 egzemplarzy Toyoty Mirai 1. generacji.

#### Sport
W październiku 2016 roku Toyota Mirai zwyciężyła w rajdzie e-Rallye Monte Carlo 2016, pierwszej edycji rajdu zeroemisyjnych samochodów, zorganizowanego przez Automobile Club Monaco według przepisów FIA. Zwycięstwo wywalczyli Artur Prusak oraz jego pilot Thierry Benchetrit, mistrzowie świata FIA Alternative Energies Cup 2015 i 2016.

#### Mirai w Polsce

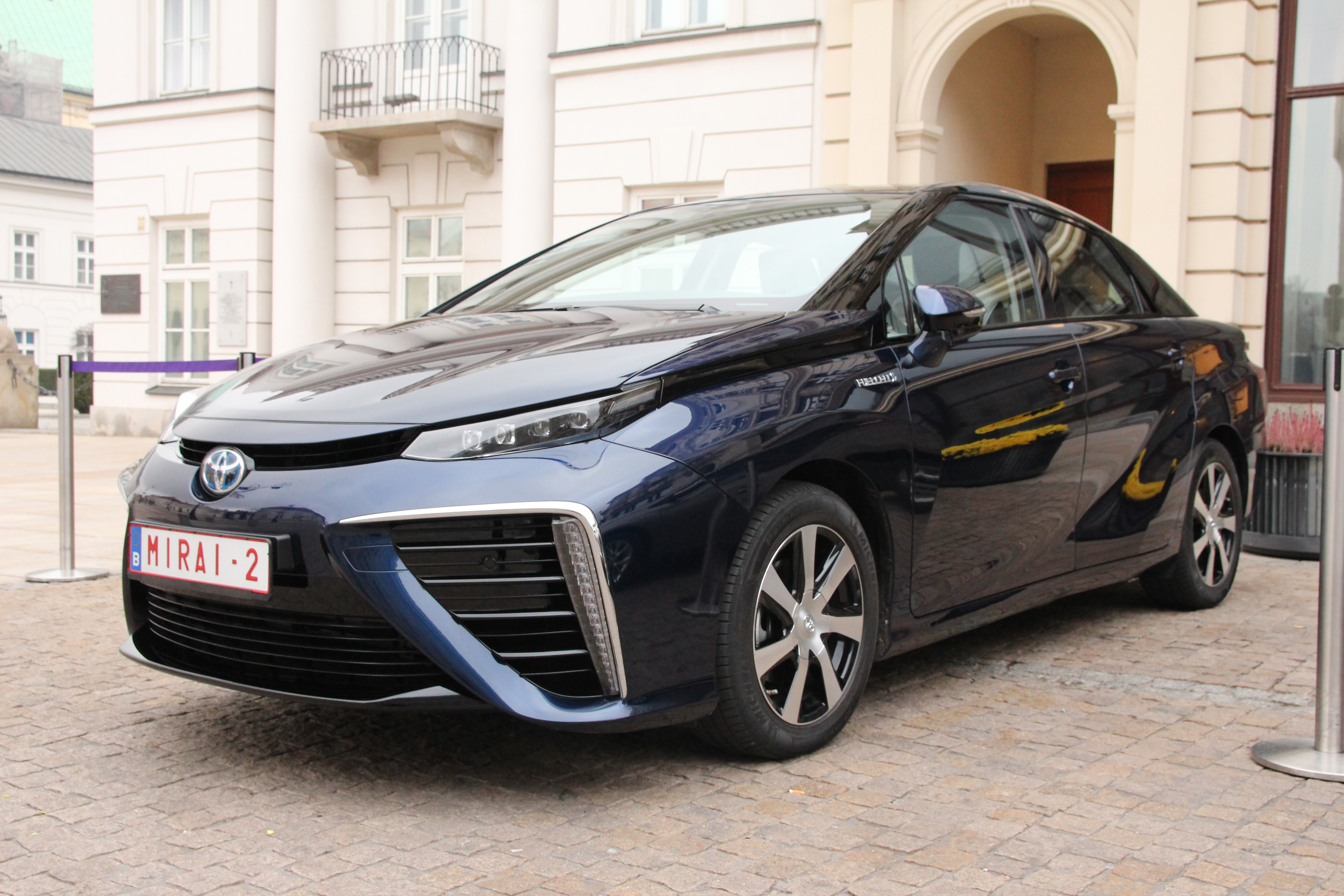
Toyota Mirai podczas pokazu na Krakowskim Przedmieściu w Warszawie

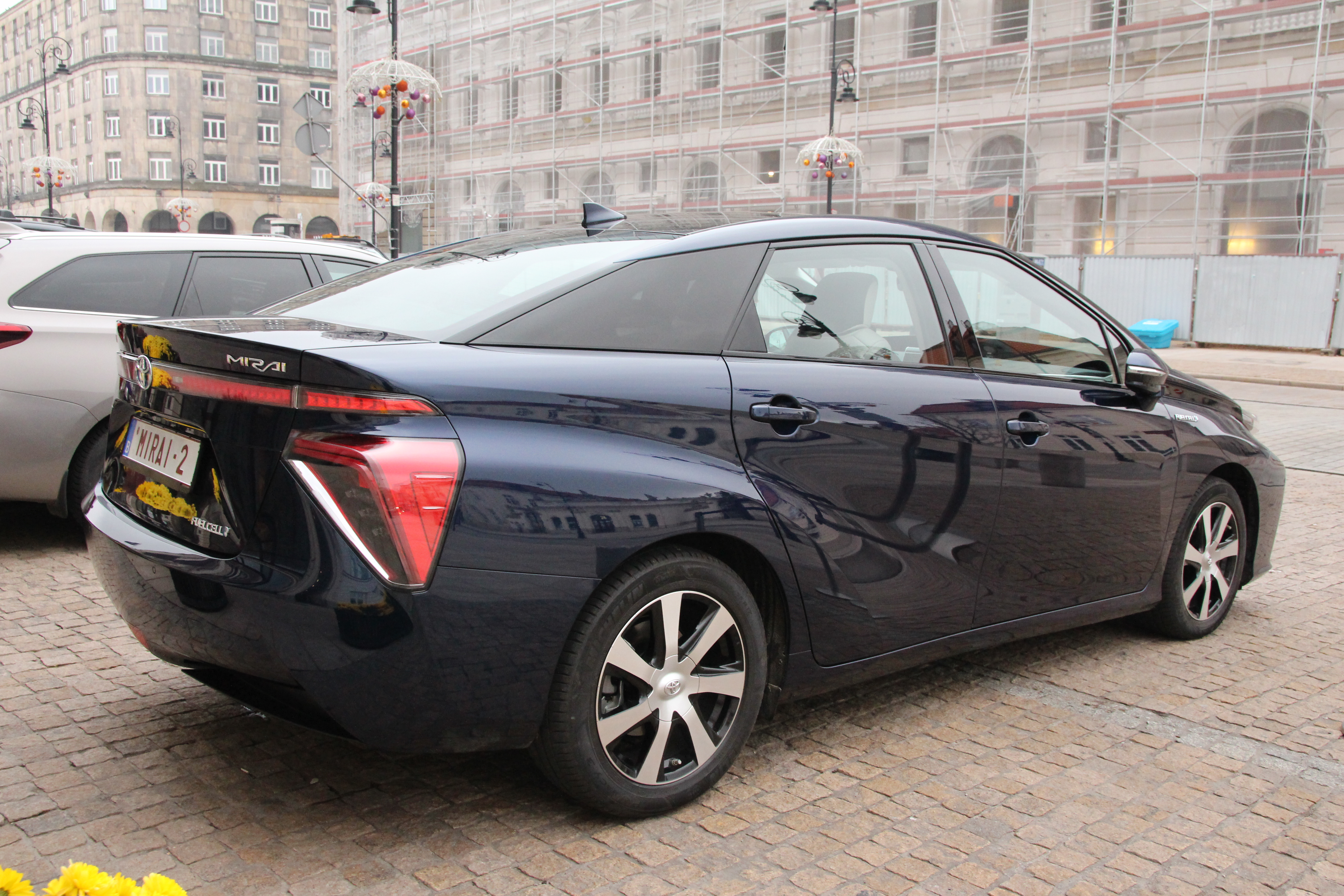
Toyota Mirai podczas pokazu na Krakowskim Przedmieściu w Warszawie

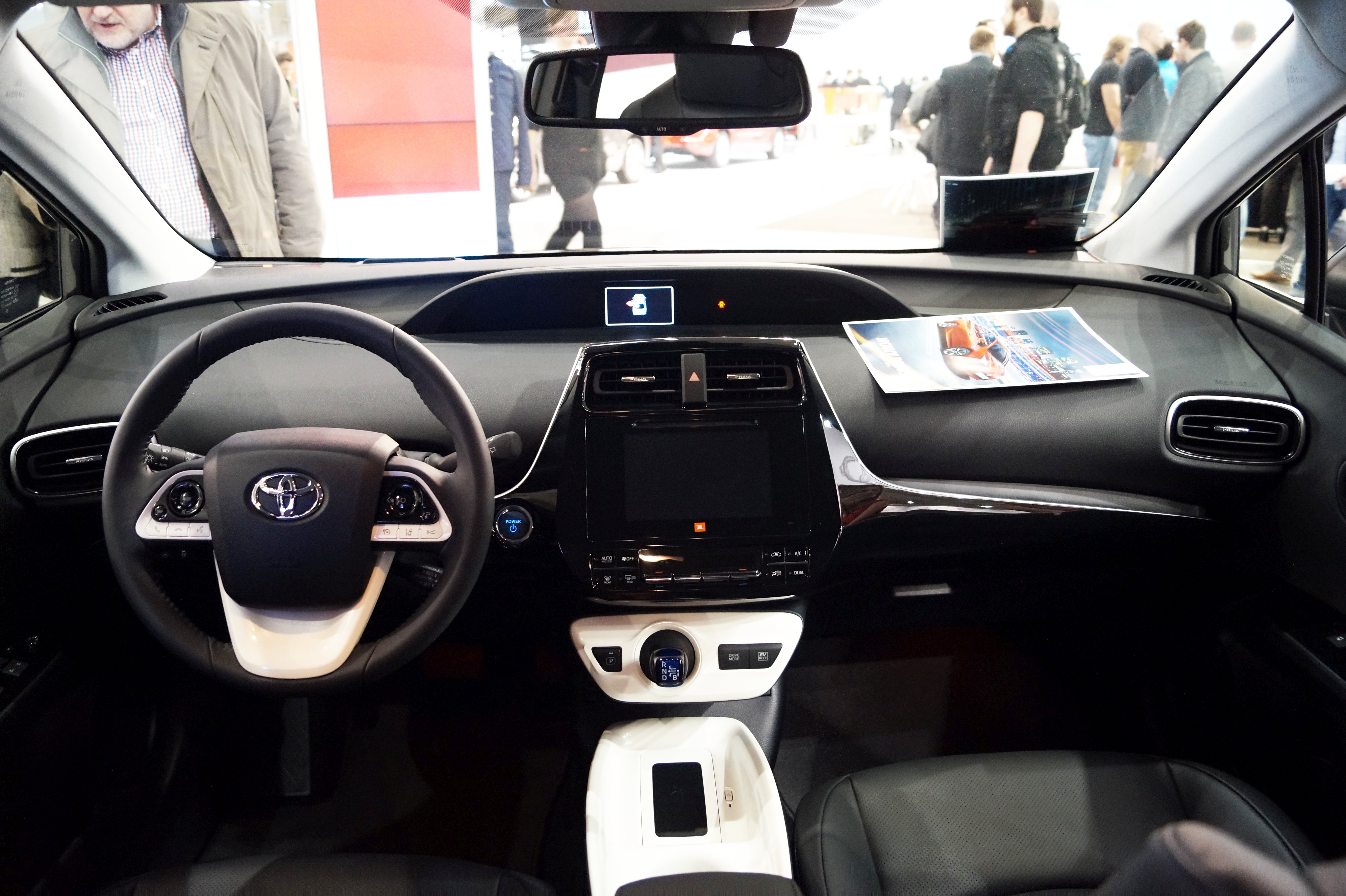
Wnętrze Toyoty Mirai

Od 20 do 25 listopada 2015 roku pokazowy egzemplarz Toyoty Mirai znajdował się w Warszawie. 21 i 22 listopada samochód był wystawiony przed hotelem Bristol na Krakowskim Przedmieściu oraz testowany przez dziennikarzy.
23 listopada auto zostało zaprezentowane podczas konferencji w Instytucie Transportu Samochodowego. ITS jest koordynatorem w Polsce europejskiego projektu HIT-2-Corridors, którego celem jest stworzenie oraz integracja europejskiej sieci infrastrukturalnej służącej wykorzystaniu wodoru jako paliwa w transporcie samochodowym. ITS zapowiedział podczas konferencji, że do 2030 roku powstanie 30 stacji tankowania wodoru w Polsce, zaś pierwsze 2 stacje w Poznaniu i Warszawie zostaną otwarte w ciągu 2 lat.
24 listopada Toyota Mirai znalazła się na stoisku Toyoty podczas targów Fleet Market 2015.
Od 31 marca do 4 kwietnia 2016 roku można było obejrzeć Toyotę Mirai podczas Salonu Samochodowego w Poznaniu.
7 maja Mirai został pokazany na Pikniku Naukowym w Warszawie.

### DeLorean Mirai Concept
Toyota Mirai zadebiutowała w USA 21 października 2015 roku, w dniu, w którym Marty McFly, bohater serii filmów "Powrót do przyszłości", trafił do przyszłości w drugiej części serii. Z tej okazji Toyota USA przygotowała koncepcyjną wersję Mirai wzorowaną na DeLoreanie, który w filmie został zamieniony na wehikuł czasu. Samochód otrzymał unoszone do góry drzwi typu gullwing, karoserię z nielakierowanej stali nierdzewnej i czarne matowe koła, atrapę filmowego licznika czasu. Bagażnik został tak przerobiony, że klapa odsuwa się do tyłu, a spod niej automatycznie wysuwa się atrapa filmowego podręcznego reaktora atomowego Mr. Fusion. Samochód został także zaprezentowany na targach SEMA w las Vegas.

### Historia
- 1992: Toyota rozpoczęła prace nad technologią FCV[34].
- 1996: Model EVS13, FCV ze zbiornikiem wodoru z wodorku metalu, wziął udział w paradzie w Osace {r|History}.
- 2001: Toyota zaprezentowała modele FCHV-4, FCHV-5 i Daihatsu MOVE FCV-K-II na Tokyo Motor Show {r|History}.
- 2002: Oparty na Highlanderze FCHV trafił w sprzedaży w Japonii i USA w ograniczonej liczbie. Ogniwa paliwowe dostarczają moc 90 kW. Zasięg na jednym tankowaniu wynosi 300 km. Dwa egzemplarze zostały przekazane kampusom Uniwersytetu Kalifornijskiego w Irvine i Davis, a cztery rządowi Japonii[35].
- 2003: Toyota i Daihatsu rozpoczynają testy drogowe MOVE FCV-K-II[36].
- 2008: Model FCHV-adv o zasięgu zwiększonym do 830 km został udostępniony w leasingu w Japonii. Samochód został przekazany do testów instytucjom rządowym.[34].
- 2009: Rząd Stanów Zjednoczonych zarzucił program budowy samochodu na ogniwa paliwowe[37].
- 2010: Autobus Hino FCHV rozpoczął kursowanie na trasie między lotniskiem Haneda w Tokio a centrum miasta[38].
- 2011: Satoshi Ogiso odpowiedzialny za planowanie produktu w Toyocie, ogłosił, że rozwiązano wszystkie problemy związane z technologią FCV. Pozostało jedynie obniżyć koszty masowej produkcji[39].
- 2011: Toyota zaprezentowała koncept FCV-R na Tokyo Motor Show[40].
- 2013: Odbyły się testy prasowe FCV. Toyota pokazała, że tankowanie trwa tylko 3 minuty[41].
- czerwiec 2014: Toyota zaprezentowała dziennikarzom przedprodukcyjny model FCV. Ogłasza, że auto wejdzie do sprzedaży na początku 2015 roku, w cenie 7 mln jenów[42].
- listopad 2014: Toyota przedstawiła zdjęcia produkcyjnej wersji FCV i ogłasza oficjalną nazwę Mirai. Nazwa pochodzi od japońskiego słowa mirai oznaczającego przyszłość[43].
- 15 grudnia 2014: premiera Toyoty Mirai w salonach w Japonii[44].
- styczeń 2015: Toyota ogłosiła, że zebrała zamówienia na 1500 egzemplarzy Mirai i zwiększa produkcję modelu[17][18].
- kwiecień 2015: Toyota Mirai jako pierwszy samochód na ogniwa paliwowe wystartowała w wyścigu NASCAR podczas Toyota Owners 400 w Richmond, USA[45].
- sierpień 2015: Pierwsze egzemplarze Toyoty Mirai wylądowały w Europie - 8 sierpnia w Bristolu w Wielkiej Brytanii, a 10 sierpnia w Zeebrugge w Belgii[20].
- wrzesień 2015: Toyota Mirai została zaprezentowana na targach we Frankfurcie, gdzie oglądała ją Angela Merkel[46].
- październik 2015: Ruszyła sprzedaż Toyty Mirai w Niemczech, Wielkiej Brytanii, Danii i USA (Kalifornii).
- październik 2015: Toyota Mirai została wybrana innowacją dekady według Center of Automotive Management (CAM)[10].
- październik 2015: Toyota udostępniła za darmo należący do siebie teren pod budowę pierwszej stacji tankowania wodoru w Belgii przez firmę AirLiquide[47].
- listopad 2015: Prezentacja Toyoty Mirai w Polsce[32].
- marzec 2016: Toyota Mirai została pokazana na Salonie Samochodowym w Genewie[48] oraz w Poznaniu.
- marzec 2016: nagroda World Green Car of the Year 2016
- maj 2016: Mirai został pokazany na Pikniku Naukowym w Warszawie.
- maj 2016: rozpoczęcie sprzedaży w Belgii.
- czerwiec 2016: rozpoczęcie sprzedaży w Norwegii[49].
- lipiec 2016: rozpoczęcie sprzedaży w Holandii[50].
- styczeń 2019: Toyota Mirai w Kanadzie - 50 egzemplarzy zamówił rząd Quebecu[51].
- 2019: Pilotażowa flota Mirai trafiła do Arabii Saudyjskiej[52].
- Q3 2019: fabryka Motomachi wyprodukowała 10 000 egzemplarzy Toyoty Mirai[53].

### Ciekawostki
- W Paryżu powstała sieć taksówkowa Hype, której flota początkowo składała się z 100 Toyot Mirai, a docelowo ich liczba ma się zwiększyć do 600 sztuk[54].
- Toyota Mirai może działać jako generator energii elektrycznej – w jego bagażniku znajduje się wtyczka, która pozwala na zasilanie zewnętrznych urządzeń[55].
- Toyoty Mirai służyły do transportu podczas XXXII Letnich Igrzysk Olimpijskich w Tokio[56].
- Toyoty Mirai we flocie serwisu ride-sharingowego CleverShuttle do marca 2020 roku pokonały 5 milionów kilometrów. CleverShuttle to niemiecki serwis ride-sharingowy, działający od 2017 roku, w którego flocie znajduje się 45 Mirai[57].

## Toyota Mirai - 2. generacja

### Wersja koncepcyjna
Toyota Mirai 2. generacji w wersji koncepcyjnej została zaprezentowana po raz pierwszy na targach Tokyo Motor Show 2019. Głównym inżynierem modelu jest  Yoshikazu Tanaka. Samochód jest zbudowany na platformie GA-L z serii TNGA, na której powstały modele Lexus LS oraz Lexus LC. Ma długość 4975 mm i 20-calowe koła. Na konsoli centralnej jest ekran dotykowy o przekątnej 12,3 cala.
Koncepcyjna Toyota Mirai 2. generacji otrzymała nową wersję napędu z silnikiem elektrycznym zasilanym zestawem ogniw paliwowych oraz 3 zbiorniki wodoru zamiast dwóch. Jej zasięg ma być większy o 30%.

### Wersja seryjna
Toyota Mirai 2. generacji ma zadebiutować na rynku pod koniec 2020 roku. Najpierw trafi do Japonii, USA i na wybrane europejskie rynki. W 2021 roku prawdopodobnie będzie dostępna w Polsce.